# انهيار مبنى جامعة القصيم
انهيار مبنى جامعة القصيم هو انهيار في مبنى تابع لجامعة القصيم تحت الإنشاء، انهار المبنى أثناء صب الخرسانة الاسمنتية في خلل من قبل المقاول المنفذ، وذلك في ظهر يوم الاثنين 9 رجب 1436 هـ الموافق 27 أبريل 2015، وقع الانهيار في سقف جزء من مشروع مبنى مركز المؤتمرات (قيد الإنشاء) بالمدينة الجامعية بالمليدا وذلك أثناء «صب» السقف الخرساني المسلح لدائرة قطرها 27 متر بأحد أجزاء المشروع.

## الوفيات
أعلن الدفاع المدني بمنطقة القصيم عن انتهاء عملية البحث بالسقف المنهار في المبنى التابع لجامعة القصيم في يوم 29 أبريل، وبلغ عدد المتوفين بالحادث في حصيلة نهائية تسع وفيات وست إصابات، كما أعلن أن مساحة السقف المنهار بلغت (570 م2) ويزن ( 1250 ) طن، وبلغ العدد الإجمالي للمحتجزين بالموقع بلغ 15 عاملاً، حيث تم إخراج عدد 9 أشخاص في حالة وفاة، وعدد 6 أشخاص مصابين.

## التحقيق
شُكلت لجنة تقصي حقائق عن أسباب حادثة سقوط سقف مشروع مبنى المؤتمرات بجامعة القصيم وذلك بعد وقوع الانهيار مباشرةً، وأعلن أمير القصيم فيصل بن مشعل بن سعود آل سعود نتائج التحقيق وهي كالتالي: «أن لجنة تقصي الحقائق ترى أن المتحمل الأول لحادثة سقوط سقف المبنى هو المقاول بنسبة 100%، يتخلله بعض الإخلال بالمسؤولية من قبل إدارة المشاريع بجامعة القصيم، وتحملهم بعض الأخطاء الإدارية والتنسيقية، الواجب تتبعها لإنشاء مثل تلك المباني، وعدم لجوئها للمواصفات الفنية الصادرة من هيئة المهندسيين السعوديين، وعدم استعانتها أيضًا بمكتب استشارات هندسية من خارج إطار إدارة المشاريع بالجامعة، كما هو مشترط عليها في العقد توفير الاستشاري الهندسي للمشروع».